# Ellenberg (Guxhagen)
Ellenberg ist ein Ortsteil der Gemeinde Guxhagen im nordhessischen Schwalm-Eder-Kreis. Das Dorf liegt südlich des Kernorts Guxhagen, östlich der Eder. Östlich des Ortes verläuft die Bundesautobahn 7.

## Geschichte

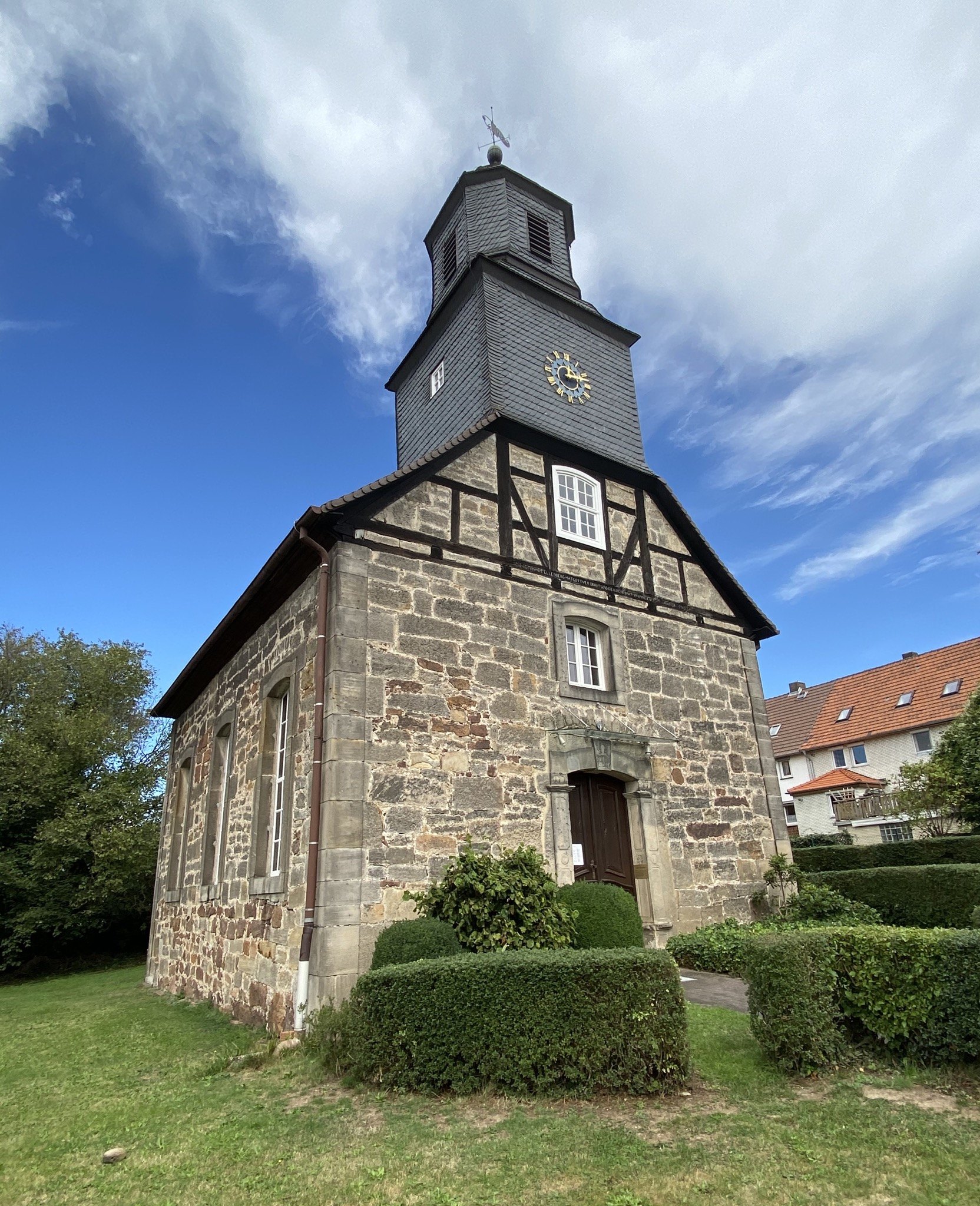
Evangelische Kirche

### Ortsgeschichte
Die älteste bekannte Erwähnung von Ellenberg erfolgte im Jahr 1357 unter dem Namen „Ellinbergce“ in einer Urkunde des Klosters Breitenau. Darin einigten sich Landgraf Heinrich II. von Hessen mit dem Abt des Klosters Breitenau dahingehend einigte, dass im Gericht Ellinberg die Niedere Gerichtsbarkeit dem Abt, die Hohe Gerichtsbarkeit aber dem Landgrafen zustehen sollte.
1585 wurde die erste Kirche erbaut. Das heutige Gotteshaus stammt aus dem Jahre 1787.
Die 1907 und 1923/24 gefundenen Stelen von Ellenberg gehören neben dem Menhir von Wellen zu den seltenen verzierten archäologische Raritäten im Fritzlar-Kasseler Raum.
Zum 1. Februar 1971 wurde die bis dahin selbständige Gemeinde Ellenberg im Zuge der Gebietsreform in Hessen auf freiwilliger Basis als Ortsteil der Gemeinde Guxhagen eingegliedert. Für Ellenberg wurde ein Ortsbezirk mit Ortsbeirat und Ortsvorsteher nach der Hessischen Gemeindeordnung gebildet.

### Verwaltungsgeschichte im Überblick
Die folgende Liste zeigt die Staaten und Verwaltungseinheiten, in denen Ellenberg lag:
- vor 1567: Heiliges Römisches Reich, Landgrafschaft Hessen, Amt Melsungen
- ab 1567: Heiliges Römisches Reich, Landgrafschaft Hessen-Kassel, Amt Melsungen
- 1787: Heiliges Römisches Reich, Landgrafschaft Hessen-Kassel, Amt Melsungen
- ab 1806: Landgrafschaft Hessen-Kassel, Amt Melsungen
- 1807–1813: Königreich Westphalen, Departement der Fulda, Distrikt Kassel, Kanton Gensungen
- ab 1815: Kurfürstentum Hessen, Amt Melsungen[7]
- ab 1821: Kurfürstentum Hessen, Provinz Niederhessen, Kreis Melsungen[8]
- ab 1848: Kurfürstentum Hessen, Bezirk Hersfeld
- ab 1851: Kurfürstentum Hessen, Provinz Niederhessen, Kreis Melsungen
- ab 1867: Norddeutscher Bund, Königreich Preußen, Provinz Hessen-Nassau, Regierungsbezirk Kassel, Kreis Melsungen
- ab 1871: Deutsches Reich,  Königreich Preußen, Provinz Hessen-Nassau, Regierungsbezirk Kassel, Kreis Melsungen
- ab 1918: Deutsches Reich, Freistaat Preußen, Provinz Hessen-Nassau, Regierungsbezirk Kassel, Kreis Melsungen
- ab 1944: Deutsches Reich, Freistaat Preußen, Provinz Kurhessen, Landkreis Melsungen
- ab 1945: Amerikanische Besatzungszone, Groß-Hessen, Regierungsbezirk Kassel, Landkreis Melsungen
- ab 1946: Amerikanische Besatzungszone, Hessen, Regierungsbezirk Kassel, Landkreis Melsungen
- ab 1949: Bundesrepublik Deutschland, Hessen, Regierungsbezirk Kassel, Landkreis Melsungen
- ab 1972: Bundesrepublik Deutschland, Hessen, Regierungsbezirk Kassel, Schwalm-Eder-Kreis

## Bevölkerung

### Einwohnerstruktur 2011
Nach den Erhebungen des Zensus 2011 lebten am Stichtag dem 9. Mai 2011 in Ellenberg 690 Einwohner. Darunter waren 12 (1,7 %) Ausländer.
Nach dem Lebensalter waren 93 Einwohner unter 18 Jahren, 254 zwischen 18 und 49, 177 zwischen 50 und 64 und 156 Einwohner waren älter. Die Einwohner lebten in 318 Haushalten. Davon waren 75 Singlehaushalte, 108 Paare ohne Kinder und 99 Paare mit Kindern, sowie 30 Alleinerziehende und 3 Wohngemeinschaften. In 57 Haushalten lebten ausschließlich Senioren/-innen und in 201 Haushaltungen lebten keine Senioren/-innen.

### Einwohnerentwicklung
- 1585: 28 Haushaltungen[1]
- 1747: 34 Haushaltungen[1]

| Ellenberg: Einwohnerzahlen von 1834 bis 2018 | Ellenberg: Einwohnerzahlen von 1834 bis 2018 | Ellenberg: Einwohnerzahlen von 1834 bis 2018 | Ellenberg: Einwohnerzahlen von 1834 bis 2018 | Ellenberg: Einwohnerzahlen von 1834 bis 2018 |
| --- | -------------------------------------------- | -------------------------------------------- | -------------------------------------------- | -------------------------------------------- |
| Jahr |                                              |                                              |                                              | Einwohner                                    |
| 1834 | 1834                                         |                                              | 365                                          | 365                                          |
| 1840 | 1840                                         |                                              | 329                                          | 329                                          |
| 1846 | 1846                                         |                                              | 396                                          | 396                                          |
| 1852 | 1852                                         |                                              | 372                                          | 372                                          |
| 1858 | 1858                                         |                                              | 352                                          | 352                                          |
| 1864 | 1864                                         |                                              | 379                                          | 379                                          |
| 1871 | 1871                                         |                                              | 384                                          | 384                                          |
| 1875 | 1875                                         |                                              | 402                                          | 402                                          |
| 1885 | 1885                                         |                                              | 404                                          | 404                                          |
| 1895 | 1895                                         |                                              | 415                                          | 415                                          |
| 1905 | 1905                                         |                                              | 429                                          | 429                                          |
| 1910 | 1910                                         |                                              | 457                                          | 457                                          |
| 1925 | 1925                                         |                                              | 455                                          | 455                                          |
| 1939 | 1939                                         |                                              | 484                                          | 484                                          |
| 1946 | 1946                                         |                                              | 715                                          | 715                                          |
| 1950 | 1950                                         |                                              | 673                                          | 673                                          |
| 1956 | 1956                                         |                                              | 581                                          | 581                                          |
| 1961 | 1961                                         |                                              | 581                                          | 581                                          |
| 1967 | 1967                                         |                                              | 655                                          | 655                                          |
| 1980 | 1980                                         |                                              | ?                                            | ?                                            |
| 1990 | 1990                                         |                                              | ?                                            | ?                                            |
| 1996 | 1996                                         |                                              | 708                                          | 708                                          |
| 2002 | 2002                                         |                                              | 751                                          | 751                                          |
| 2006 | 2006                                         |                                              | 708                                          | 708                                          |
| 2010 | 2010                                         |                                              | 692                                          | 692                                          |
| 2011 | 2011                                         |                                              | 690                                          | 690                                          |
| 2018 | 2018                                         |                                              | 647                                          | 647                                          |
| Datenquelle: Historisches Gemeindeverzeichnis für Hessen: Die Bevölkerung der Gemeinden 1834 bis 1967. Wiesbaden: Hessisches Statistisches Landesamt, 1968. Weitere Quellen: ; Stadt Spangenberg:; Zensus 2011 |                                              |                                              |                                              |                                              |

Das einst landwirtschaftlich geprägte Dorf erfuhr in den letzten Kriegsjahren und den ersten Nachkriegsjahren ein  erhebliches Bevölkerungswachstum durch die Aufnahme von Ausgebombten, Flüchtlingen und Heimatvertriebenen. Danach ging die Einwohnerzahl durch Abwanderung allmählich wieder zurück, ehe sie ab den 1960er Jahren mit der Erschließung von Neubaugebieten im Süden des Dorfes verhältnismäßig schnell wieder anwuchs.

### Historische Religionszugehörigkeit
| • 1885: | 404 evangelische (= 100 %) Einwohner                              |
| • 1961: | 538 evangelische (= 92,60 %), 41 katholische (= 7,06 %) Einwohner |

## Persönlichkeiten
- Gerhard Grau (* 1947), Fußballspieler und Trainer

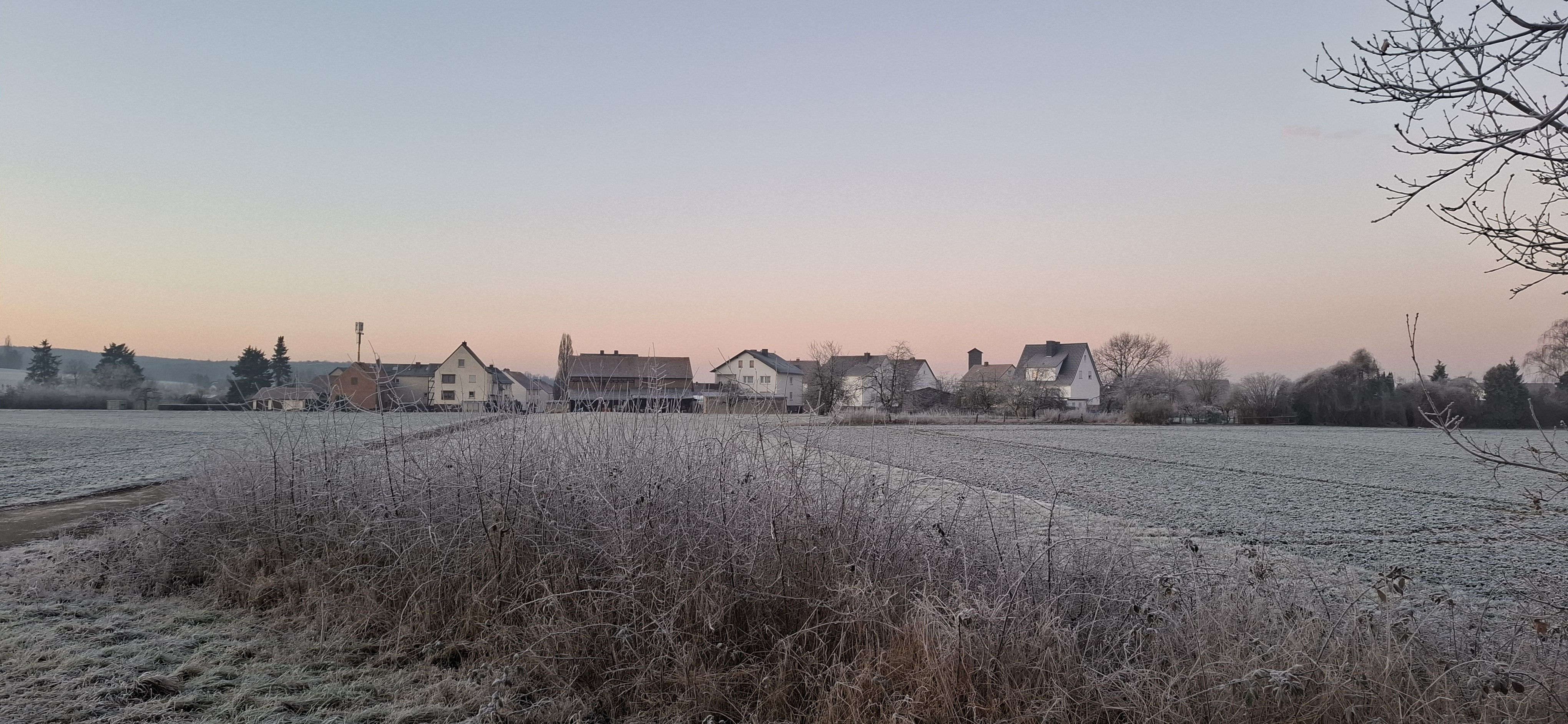
Ortsansicht von Osten